# Röszke

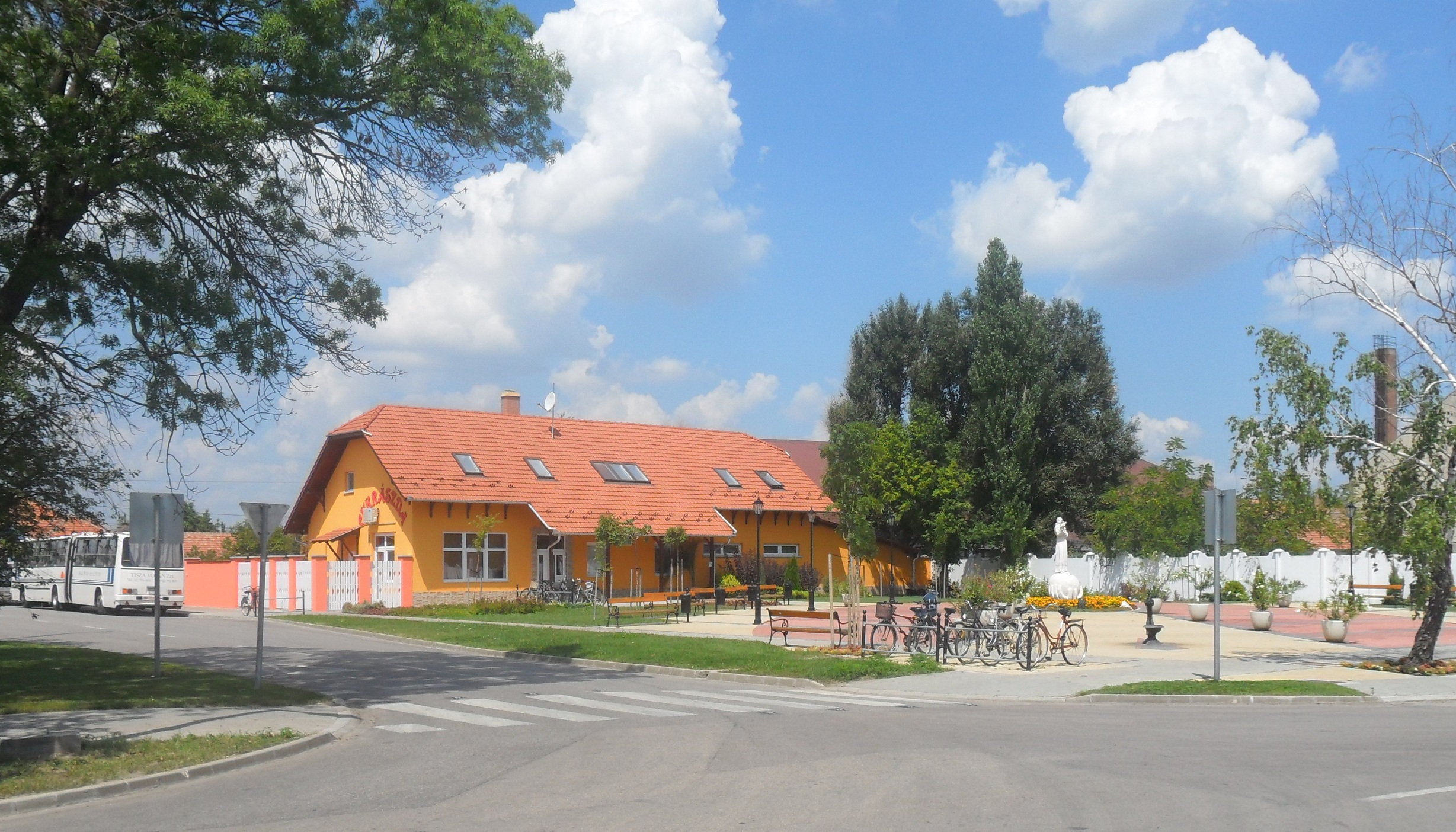
Hlavní náměstí v Röszke

Röszke je obec v Maďarsku v župě Csongrád-Csanád, administrativně spadající do okresu Segedín. Je známé díky hraničnímu přechodu se Srbskem, na jehož hranici se nachází. Přechod je jak dálniční, tak i železniční (na trati Subotica-Segedín). V blízkosti města také řeka Tisa opouští maďarské území.
V roce 2015 měla obec 3 169 obyvatel, kteří jsou většinou maďarské národnosti. Ve městě žije malá menšina Srbů a Rumunů.
Ve městě se narodil známý maďarský bandita, Sándor Rózsa.
Obec se dostala do mediální pozornosti v roce 2015 v souvislosti s Evropskou migrační krizí. Právě Röszke se díky blízké dálnici i železnici stalo místem, kam uprchlíky, kteří překročí maďarsko-srbskou hranici sváží maďarská policie. Vznikl zde i záchytný tábor.